# Fernando Santís
Augusto Fernando Santís Ahumada (Casablanca, 10 gennaio 1958) è un ex calciatore cileno, di ruolo attaccante.

## Carriera
Con la Nazionale cilena ha partecipato alle Olimpiadi del 1984.